# Мари Франсоа Сади Карно
Мари Франсоа Сади Карно (фр. Marie François Sadi Carnot; 11. август 1837 – 25. јун 1894.) је био француски политичар и пети председник Треће француске републике, од 1887. до 1894. године.

## Биографија
Сади Карно је био син државника Иполита Карноа. Рођен је у Лиможу. Стриц му је био француски физичар Николас Леонард Сади Карно, по коме је и добио име. Садијев деда, Лазар Карно, био је један од значајнијих француских генерала из периода Француске револуције и Револуционарних ратова. Сади се школовао за грађевинског инжињера. Од оца је усвојио републиканске идеје, што је допринело да му влада народне одбране 1870. године повери организацију отпора у неколико француских департмана. Следеће године постао је префект департмана Приморска Сена. Исте године Народна скупштина ставила га је на чело департмана Златна обала. Августа 1878. године именован је секретаром министра јавних радова. Постао је министар септембра 1880. и поново априла 1885. године. 
Године 1887. Сади је постао председник Треће француске републике. Када је почетком 1889. године Буланже коначно отишао у изгнанство, Карно се појавио као једини шеф државе. Исте године прослављена је стогодишњица Француске револуције отварањем Светске изложбе у Паризу. Током Карноовог мандата дошло је до тзв. Панамских скандала (1892) који су у великој мери пољуљали углед држави. Био је присталица склапања савеза са Русијом, а од руског цара је добио Орден Светог Андреја. Карно је убијен у атентату 1894. године, када је био на врхунцу популарности. Његова смрт изазвала је у граду велику жалост. Његов убица, италијански анархист Санте Џеронимо Цезарио, погубљен је 1894. године. На председничком месту наследио га је Жан Казимир Перијер. 